# Saint-Pierre-des-Loges
Saint-Pierre-des-Loges település Franciaországban, Orne megyében. Lakosainak száma 160 fő (2022. január 1.). Saint-Pierre-des-Loges Saint-Evroult-Notre-Dame-du-Bois, Beaufai, Échauffour, Sainte-Gauburge-Sainte-Colombe és Saint-Hilaire-sur-Risle községekkel határos.

## Népesség
A település népessége az elmúlt években az alábbi módon változott:
| Lakosok száma | 172  | 162  | 156  | 155  | 155  | 157  | 158  | 160  |
|               | 2013 | 2015 | 2017 | 2018 | 2019 | 2020 | 2021 | 2022 |